# آسیاب ری
آسیاب ری مربوط به دوره قاجار است و در ری، غرب محله زور آباد، خیابان شهید علی نواز، نبش کوچه آسیا واقع شده و این اثر در تاریخ ۲۲ مرداد ۱۳۸۴ با شمارهٔ ثبت ۱۳۳۶۰ به‌عنوان یکی از آثار ملی ایران به ثبت رسیده است.